# Виларето (Кунео)
Виларето је насеље у Италији у округу Кунео, региону Пијемонт.
Према процени из 2011. у насељу је живело 426 становника. Насеље се налази на надморској висини од 375 м.